# Metal Jukebox
Metal Jukebox es el noveno álbum en estudio del grupo alemán Helloween lanzado en 1999.
Este disco tiene la particularidad de ser un disco de versiones, teniendo una variedad de intérpretes bastante amplia.

## Lista de canciones
1. "He's a Woman, She's a Man" (Scorpions) (3:13)
2. "Locomotive Breath" (Jethro Tull) (3:56)
3. "Lay All Your Love On Me" (ABBA) (4:36)
4. "Space Oddity" (David Bowie) (4:52)
5. "From Out Of Nowhere" (Faith No More) (3:18)
6. "All My Loving" (The Beatles) (1:44)
7. "Hocus Pocus" (Focus) (6:43)
8. "Faith Healer" (Alex Harvey) (7:08)
9. "Juggernaut" (Frank Marino) (4:49)
10. "White Room" (Cream) (5:45)
11. "Mexican" (Babe Ruth) (5:48)

## Formación
- Andi Deris (Vocalista)
- Michael Weikath (Guitarra)
- Roland Grapow (Guitarra)
- Markus Grosskopf (Bajista)
- Uli Kusch (Baterista)

- Datos: Q646907